# Anita Hakala
Anita Birgitta Hakala (* als Anita Nyman am 15. September 1971 in Forssa, Finnland) ist eine finnische Skilangläuferin und Biathletin.
Anita Hakala-Nyman begann ihre Karriere als Skilangläuferin beim Verein Forssan Salama ihrer Geburtsstadt und startete dann für Hollolan Urheilijat -46, sie war auch für Ahveniston Ampumahiihtäjät aktiv. Ihr erstes Rennen im Skilanglauf-Weltcup bestritt sie 1993 in Lahti, wo sie über 5 Kilometer Freistil 60. wurde. Es folgten abwechselnd Einsätze im Welt- und Continental Cup. In Hakuba gewann sie als 21. eines Klassik-Rennens über 5 Kilometer erste Weltcuppunkte, tags darauf wurde sie 17. über 10 Kilometer. Dies blieb zugleich ihr bestes Weltcup-Resultat. In Nagano kam sie zum Einsatz bei den Olympischen Winterspielen 1998. Über 5 Kilometer Klassisch wurde Hakala 56., im Verfolgungsrennen 44. Ihr bestes Resultat erzielte sie in der 4-mal-5-Kilometer-Staffel, in der sie als Schlussläuferin eingesetzt wurde. Gemeinsam mit Tuulikki Pyykkönen, Milla Jauho und Satu Salonen wurde sie Siebte. Bei den Nordischen Skiweltmeisterschaften 1999 in Ramsau am Dachstein blieb es bei einem Einsatz über 15 Kilometer Freistil, das sie als 26. beendete. Nach der Saison 1999/2000 wechselte sie zum Biathlonsport.
Hakala bestritt ihr erstes internationales Rennen zum Auftakt der Saison 2001/02 in Windischgarsten im Biathlon-Europacup und wurde hinter Katja Beer und Sabrina Buchholz Dritte eines Sprints. Kurz darauf debütierte sie im Biathlon-Weltcup von Hochfilzen. Im Sprint wurde sie 60., in der Verfolgung überrundet und mit der finnischen Staffel mit Sanna-Leena Perunka, Outi Kettunen und Katja Holanti kam sie auf den neunten Platz. Höhepunkt ihrer ersten Saison war die Teilnahme an den Olympischen Spielen 2002 in Salt Lake City. Im Sprint wurde Hakala 54., in der Verfolgung wurde sie überrundet und mit der Staffel wurde sie Zwölfte. In Ruhpolding gewann Hakala 2004 in einem Sprint als 26. erste Weltcuppunkte. Es war gleichzeitig ihr bislang bestes Weltcupergebnis. 2004 trat sie auch erstmals bei Biathlon-Weltmeisterschaften an. Bestes Ergebnis war hier ein 27. Platz in der Verfolgung.

## Biathlon-Weltcup-Platzierungen
Die Tabelle zeigt alle Platzierungen (je nach Austragungsjahr einschließlich Olympische Spiele und Weltmeisterschaften).
- 1.–3. Platz: Anzahl der Podiumsplatzierungen
- Top 10: Anzahl der Platzierungen unter den ersten zehn (einschließlich Podium)
- Punkteränge: Anzahl der Platzierungen innerhalb der Punkteränge (einschließlich Podium und Top 10)
- Starts: Anzahl gelaufener Rennen in der jeweiligen Disziplin

| Platzierung                      | Einzel | Sprint | Verfolgung | Massenstart | Staffel | Gesamt |
| -------------------------------- | ------ | ------ | ---------- | ----------- | ------- | ------ |
| 1. Platz                         |        |        |            |             |         |        |
| 2. Platz                         |        |        |            |             |         |        |
| 3. Platz                         |        |        |            |             |         |        |
| Top 10                           |        |        |            |             | 2       | 2      |
| Punkteränge                      | 1      | 1      | 1          |             | 10      | 13     |
| Starts                           | 6      | 19     | 7          |             | 10      | 42     |
| Stand: nach der Saison 2009/2010 |        |        |            |             |         |        |